# Dae-Sung Lee
Dae-Sung Lee (6 de agosto de 1959) es un deportista estadounidense que compitió en taekwondo.
Ganó cuatro medallas en el Campeonato Mundial de Taekwondo entre los años 1979 y 1987, y dos medallas en el Campeonato Panamericano de Taekwondo en los años 1982 y 1984. En los Juegos Panamericanos de 1987 consiguió una medalla de oro.

## Palmarés internacional
| Campeonato Mundial      | Campeonato Mundial            | Campeonato Mundial | Campeonato Mundial |
| Año                     | Lugar                         | Medalla            | Categoría          |
| ----------------------- | ----------------------------- | ------------------ | ------------------ |
| 1979                    | Stuttgart (RFA)               | Medalla de bronce  | –48 kg             |
| 1982                    | Guayaquil (Ecuador)           | Medalla de bronce  | –48 kg             |
| 1985                    | Seúl (Corea del Sur)          | Medalla de plata   | –50 kg             |
| 1987                    | Barcelona (España)            | Medalla de bronce  | –50 kg             |
| Juegos Panamericanos    |                               |                    |                    |
| Año                     | Lugar                         | Medalla            | Categoría          |
| 1987                    | Indianápolis (Estados Unidos) | Medalla de oro     | –50 kg             |
| Campeonato Panamericano |                               |                    |                    |
| Año                     | Lugar                         | Medalla            | Categoría          |
| 1982                    | Ponce (Puerto Rico)           | Medalla de oro     | –48 kg             |
| 1984                    | Paramaribo (Surinam)          | Medalla de oro     | –52 kg             |